# .pa
.pa es el dominio de nivel superior geográfico (ccTLD) para Panamá.